# Orphnaeus brasilianus
Orphnaeus brasilianus är en mångfotingart som först beskrevs av Jean-Henri Humbert och Henri Saussure 1870.  Orphnaeus brasilianus ingår i släktet Orphnaeus och familjen kamjordkrypare. Inga underarter finns listade i Catalogue of Life.